# Albin Schweri

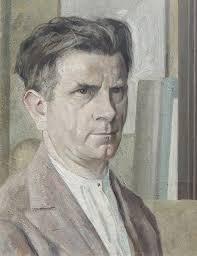
Albin Schweri, Selbstporträt (1922)

Albin Schweri (vollständiger Name: Philip Alfred Albin (Albinus) Schweri; geboren 1. März 1885 in Ramsen; gestorben 30. Januar 1946 in Bern) war ein Schweizer Maler, Glasmaler, Mosaizist und Grafiker.

## Leben

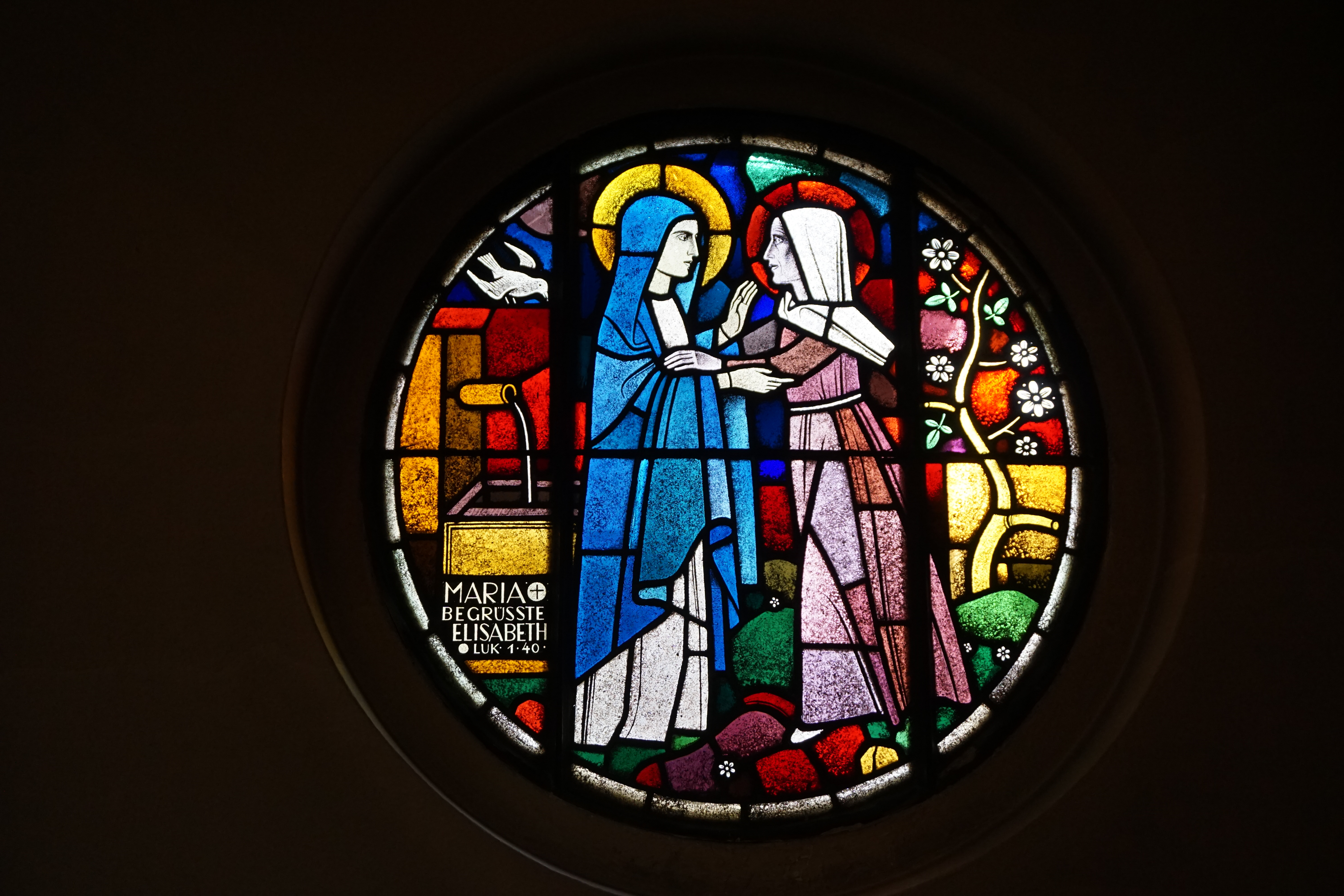
Glasmalerei in der Marienkirche Bern

Seine Eltern waren Oberlehrer und wohnten in Ramsen. Zunächst besuchte Albin Schweri in Zürich die Kunstgewerbeschule. Im Jahr 1907 trat er in die Akademie der Bildenden Künste in München ein, wo er unter der Leitung Peter von Halms die Zeichenschule besuchte. 1914 eröffnete er in Bern sein eigenes Atelier und schuf mehrheitlich sakrale Werke.
Mehrere Kirchen sind mit Gemälden und Glasfenstern von ihm ausgestattet worden.

## Werke (Auswahl)
- Pfarrkirche Herz-Jesu in Lungern, Glasfenster
- 1922: Kirche Roggwil (zusammen mit Louis Halter)
- 1924: Kathedrale Chur, Glasfensterzyklus (zusammen mit Louis Halter)
- 1925: reformierte Kirche Arbon, Christusfenster (zusammen mit Oskar Berbig)
- 1929: Pfarrkirche St. Peter und Paul Ramsen, Deckengemälde Krönung Mariens und Heilige Dreifaltigkeit
- 1932: Pfarrkirche St. Margareth Wünnewil-Flamatt, Chorfenster
- 1933–34: Kirche Bruder Klaus, Zürich, Kreuzweg als Glasfenster
- 1937: Pfarrkirche St. Mauritius in Berg TG, 14-teiliger Zyklus
- 1937: Marienkirche (Bern), Mosaik Maria Himmelfahrt und Rundfenster Die sieben Freuden und Schmerzen Mariens
- 1939: Kirche St. Remigius in Sirnach, 19-teiliger Zyklus zum Leben der Muttergottes und von Jesus
- 1940: Dreifaltigkeitskirche (Bern), Rundfenster-Zyklus im Seitenschiff
- 1942: Martinskirche in St. Imier, Glasfenster in den Seitenschiffen